# جورج رايت (عازف الأرغن)
جورج رايت (بالإنجليزية: George Wright)‏ هو عازف الأرغن أمريكي، ولد في 28 أغسطس 1920 في أورلاند في الولايات المتحدة، وتوفي في 10 مايو 1998.

## وصلات خارجية
- جورج رايت على موقع ميوزك برينز (الإنجليزية)